# Битка при Вуйе
Битката при Вуйе (Vouillé; Voulon; Campus Vocladeus; Campus Vogladensis) при Поатие, Франция между франките, начело с Хлодвиг I, и западните готи, водени от Аларих II, се състои в края на лятото на 507 г.
Хлодвиг I печели битката, убива лично Аларих II. Вестготите са изтласкани към Испания. Хлодвиг I прибавя по-голямата част от Аквитания към кралството си.